# Classica di Amburgo
La Classica di Amburgo (ted.: Cyclassics Hamburg) è una corsa in linea di ciclismo su strada maschile che si svolge ogni anno ad agosto nella zona di Amburgo, in Germania. Il percorso di gara è prevalentemente pianeggiante e adatto ai velocisti.
Dal 2005 fa parte del circuito UCI ProTour/UCI World Tour. Dal 2021 il nome ufficiale è BEMER Cyclassics per motivi di sponsorizzazione.
È organizzata dalla Ironman Germany GmbH.

## Storia
La prima edizione della corsa, tenutasi nel 1996 col nome di Giro di Amburgo, fu classificata di livello 1.5, il più basso per una corsa professionistica, e vinta dall'italiano Rossano Brasi. Già nell'anno successivo la gara cambiò nome per effetto della sponsorizzazione della società elettrica amburghese (la HEW) e, venendo vinta dal padrone di casa Jan Ullrich appena due settimane dopo la vittoria del tedesco al Tour de France, iniziò rapidamente ad acquisire maggiore importanza. Nel 1998 iniziò a far parte delle prove della Coppa del mondo su strada sostituendo la Rochester International Classic, prova che si disputava in Gran Bretagna in agosto. Nel 2005 la corsa venne inserita nel neonato circuito UCI ProTour e dal 2011 fa parte del successore di quest'ultimo, il calendario UCI World Tour.
Nel 2006, a causa dell'acquisto dell'HEW da parte dell'azienda svedese Vattenfall, la competizione ha cambiato nome in Vattenfall Cyclassics. Nel 2016 la corsa ha assunto la denominazione EuroEyes Cyclassics, mentre dal 2021, in seguito ad un accordo triennale siglato con la società liechtensteiniana BEMER, ha adottato il nome attuale.

## Percorso

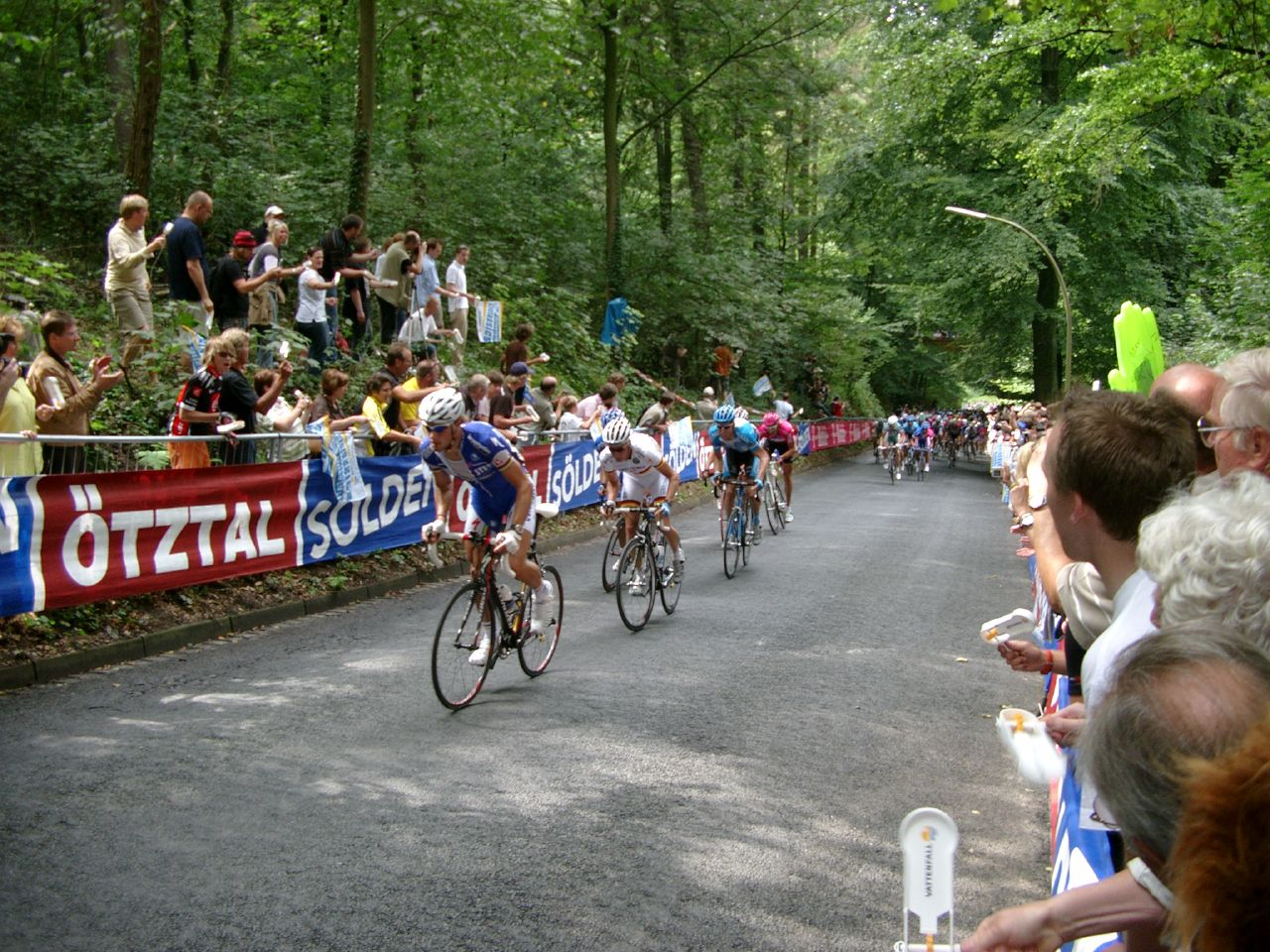
Tom Boonen e Fabian Wegmann sul Waseberg nel 2007.

La cosa parte e arriva nel centro di Amburgo, rispettivamente dalla Steinstraße e nella Mönckebergstraße, la rinomata via dello shopping cittadino, dopo un percorso quasi interamente pianeggiante nei dintorni della città di lunghezza compresa tra i 220 e i 250 km. Occasionalmente la località di partenza può anche variare, come accadde nel 2015 quando si partì da Kiel, capoluogo dello Schleswig-Holstein, per celebrare il ventennale della corsa e la candidatura giunta delle due città per ospitare le olimpiadi estive del 2024.
Fino all'edizioni del 2004 la prima fase di gara si svolgeva sulla riva nord dell'Elba e procedeva verso sud-est in direzione di Geesthacht prima di fare il suo ritorno ad Amburgo. Dal 2005 al 2014, invece, la parte iniziale della corsa consisteva di una serie di giri di un circuito ricavato nella Landa di Luneburgo, a sud della metropoli anseatica. Dal 2018 questa è stata spostata verso nord, nella parte meridionale della regione dell'Holstein.
Le fasi finali della corsa sono caratterizzate da un circuito da ripetere tre volte, al cui interno è inserita l'asperità più dura di giornata, il Waseberg, un muro di circa 700 metri con pendenza del 16%. Situata nella località di Blankenese, ad ovest del centro di Amburgo, questa ascesa collega la riva del fiume Elba con il centro del quartiere ed è resa particolarmente difficoltosa da una stretta curva a gomito all'ingresso, la quale costringe il gruppo ad un'intensa lotta per le prime posizioni nei chilometri precedenti. L'ultimo passaggio della corsa sul Waseberg è generalmente posto a circa 15 km dal traguardo.

## Albo d'oro

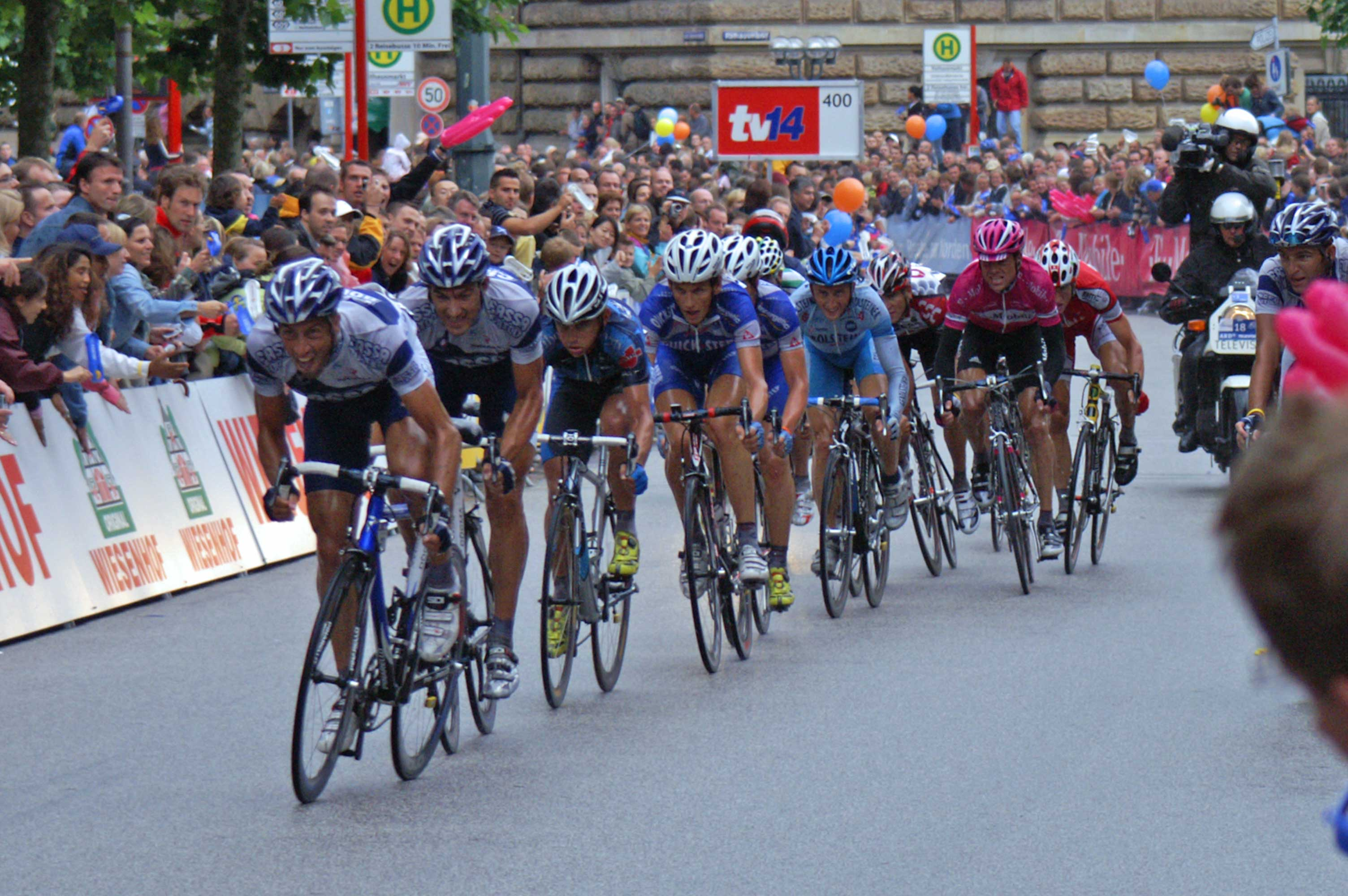
La fase finale dell'edizione 2005

Aggiornato all'edizione 2025.
| Anno                  | Vincitore                                    | Secondo                                      | Terzo                                        |
| Giro di Amburgo       | Giro di Amburgo                              | Giro di Amburgo                              | Giro di Amburgo                              |
| --------------------- | -------------------------------------------- | -------------------------------------------- | -------------------------------------------- |
| 1996                  | Rossano Brasi                                | Bert Dietz                                   | Steffen Rein                                 |
| HEW Cyclassics        |                                              |                                              |                                              |
| 1997                  | Jan Ullrich                                  | Wilfried Peeters                             | Jens Heppner                                 |
| 1998                  | Léon van Bon                                 | Michele Bartoli                              | Ludo Dierckxsens                             |
| 1999                  | Mirko Celestino                              | Raphael Schweda                              | Romāns Vainšteins                            |
| 2000                  | Gabriele Missaglia                           | Francesco Casagrande                         | Fabio Baldato                                |
| 2001                  | Erik Zabel                                   | Romāns Vainšteins                            | Erik Dekker                                  |
| 2002                  | Johan Museeuw                                | Igor Astarloa                                | Davide Rebellin                              |
| 2003                  | Paolo Bettini                                | Davide Rebellin                              | Jan Ullrich                                  |
| 2004                  | Stuart O'Grady                               | Paolo Bettini                                | Igor Astarloa                                |
| 2005                  | Filippo Pozzato                              | Luca Paolini                                 | Allan Davis                                  |
| Vattenfall Cyclassics |                                              |                                              |                                              |
| 2006                  | Óscar Freire                                 | Erik Zabel                                   | Filippo Pozzato                              |
| 2007                  | Alessandro Ballan                            | Óscar Freire                                 | Gerald Ciolek                                |
| 2008                  | Robbie McEwen                                | Mark Renshaw                                 | Allan Davis                                  |
| 2009                  | Tyler Farrar                                 | Matti Breschel                               | Gerald Ciolek                                |
| 2010                  | Tyler Farrar                                 | Edvald Boasson Hagen                         | André Greipel                                |
| 2011                  | Edvald Boasson Hagen                         | Gerald Ciolek                                | Borut Božič                                  |
| 2012                  | Arnaud Démare                                | André Greipel                                | Giacomo Nizzolo                              |
| 2013                  | John Degenkolb                               | André Greipel                                | Alexander Kristoff                           |
| 2014                  | Alexander Kristoff                           | Giacomo Nizzolo                              | Simon Gerrans                                |
| 2015                  | André Greipel                                | Alexander Kristoff                           | Giacomo Nizzolo                              |
| EuroEyes Cyclassics   |                                              |                                              |                                              |
| 2016                  | Caleb Ewan                                   | John Degenkolb                               | Giacomo Nizzolo                              |
| 2017                  | Elia Viviani                                 | Arnaud Démare                                | Dylan Groenewegen                            |
| 2018                  | Elia Viviani                                 | Arnaud Démare                                | Alexander Kristoff                           |
| 2019                  | Elia Viviani                                 | Caleb Ewan                                   | Giacomo Nizzolo                              |
| 2020                  | annullata a causa della pandemia di COVID-19 | annullata a causa della pandemia di COVID-19 | annullata a causa della pandemia di COVID-19 |
| BEMER Cyclassics      |                                              |                                              |                                              |
| 2021                  | annullata a causa della pandemia di COVID-19 | annullata a causa della pandemia di COVID-19 | annullata a causa della pandemia di COVID-19 |
| 2022                  | Marco Haller                                 | Wout Van Aert                                | Quinten Hermans                              |
| 2023                  | Mads Pedersen                                | Danny van Poppel                             | Elia Viviani                                 |
| 2024                  | Olav Kooij                                   | Jonathan Milan                               | Biniam Girmay                                |
| 2025                  | Rory Townsend                                | Arnaud De Lie                                | Paul Magnier                                 |

## Statistiche

### Vittorie per nazione
| Pos. | Nazione     | Vittorie |
| ---- | ----------- | -------- |
| 1    | Italia      | 9        |
| 2    | Germania    | 4        |
| 3    | Australia   | 3        |
| 4    | Stati Uniti | 2        |
| 4    | Norvegia    | 2        |
| 4    | Paesi Bassi | 2        |
| 7    | Belgio      | 1        |
| 7    | Spagna      | 1        |
| 7    | Francia     | 1        |
| 7    | Austria     | 1        |
| 7    | Danimarca   | 1        |
| 7    | Irlanda     | 1        |